# Isabella Henriette van Eeghen

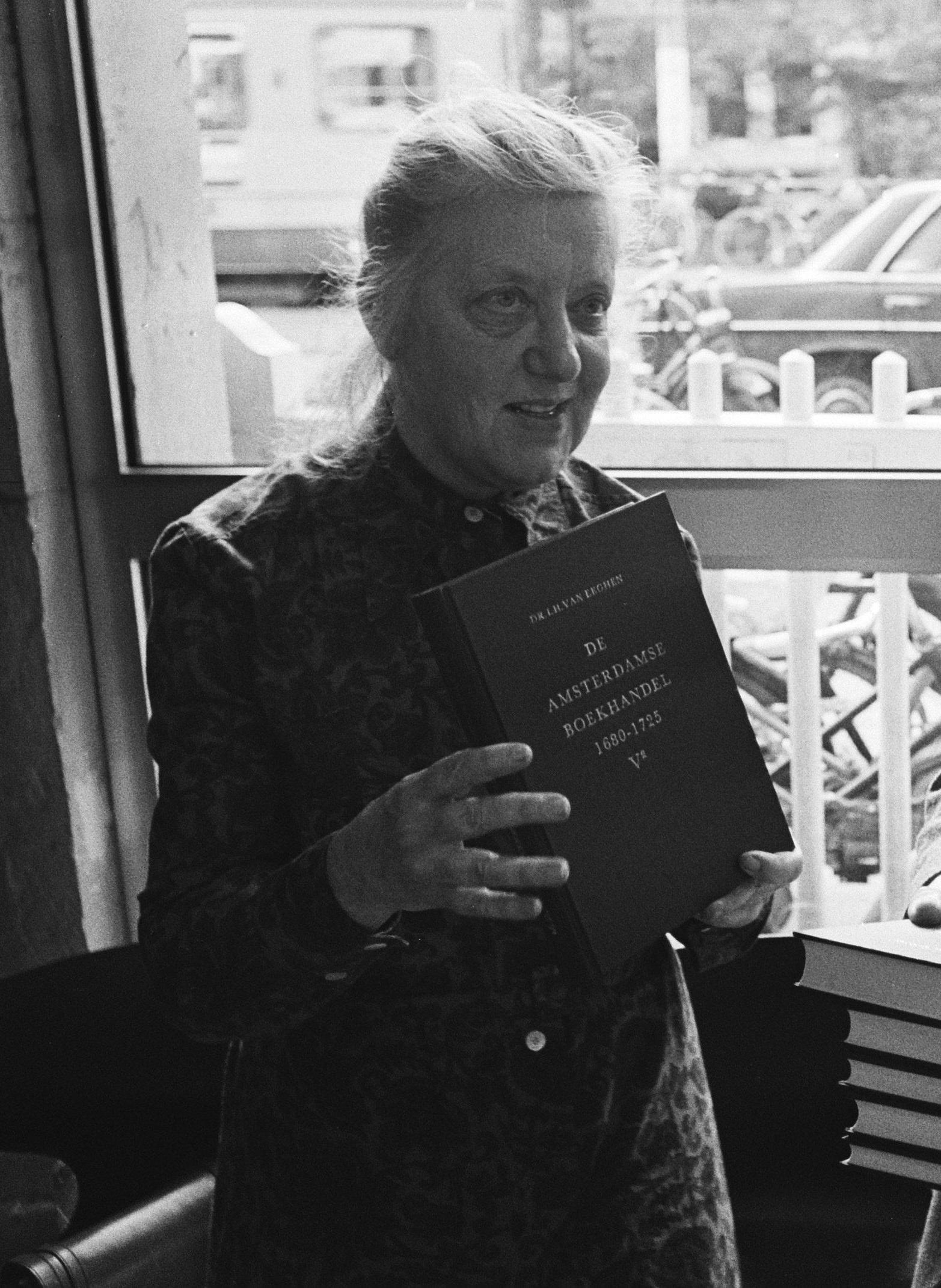
Mej. dr. I.H. van Eeghen in 1978

Isabella Henriette (Isa) van Eeghen (Amsterdam, 3 februari 1913 – aldaar, 26 november 1996) was archivaris en historica.

## Familie
Mej. dr. I.H. van Eeghen was een telg uit de patriciaatsfamilie Van Eeghen en een dochter van bankier Christiaan Pieter van Eeghen (1880-1968) en Henriëtte Heldring (1883-1984), lid van de familie Heldring. Zij bleef ongehuwd.

## Loopbaan
Na het afronden van de middelbare meisjesschool (MMS) ging Van Eeghen geschiedenis studeren aan de Universiteit van Amsterdam. Zij promoveerde in 1941 bij prof. dr. Jan Romein op het proefschrift Vrouwenkloosters en Begijnhof in Amsterdam van de 14e tot het eind der 16e eeuw. Deze studie was gebaseerd op uitgebreid archiefonderzoek. Na haar promotie volgde zij een opleiding archivistiek waar zij in 1943 voor slaagde. Vanaf 1944 werkte zij bij het Amsterdamse Gemeentearchief, eerst als administrateur, vanaf 1947 als chartermeester en vanaf 1951 tot 1978 was zij adjunct-archivaris.
Als archivaris publiceerde Van Eeghen een enorme hoeveelheid artikelen; haar totale bibliografie beslaat zo'n 1000 nummers. Een van haar belangrijkste werken was het vijfdelige, in zes banden verschenen De Amsterdamse boekhandel, 1680-1725 waarvoor zij in 1965 de eerste Menno Hertzbergerprijs ontving.
Een andere belangrijke activiteit van Van Eeghen was dat zij op basis van archiefonderzoek geportretteerden op de schilderijen van Rembrandt van Rijn op naam wist te brengen. Zij deed dat in een reeks artikelen, begonnen tijdens de Rembrandttentoonstelling van 1956. Zo kwamen vele afgebeelde personen uit de anonimiteit.
Voor het Gemeentearchief bemiddelde zij bij de aanschaf van de fotocollectie van Jacob Olie (1834-1905). Dankzij haar financiële bijdrage kon het Gemeentearchief in 1983 ook een collectie van 138 tekeningen aanschaffen van Christiaan Andriessen.

### Nevenwerkzaamheden
Vanaf 1946 was Van Eeghen bestuurslid van het Genootschap Amstelodamum. Van 1950 tot 1984 was zij redacteur van Amstelodamum. Maandblad voor de kennis van Amsterdam en van het Jaarboek van het Genootschap Amstelodamum.
Van Eeghen bouwde een bijzondere collectie waaiers op (nagelaten aan het Koninklijk Oudheidkundig Genootschap) en zette de Amsterdamse prenten- en tekeningenverzameling die haar vader had opgezet voort (in bewaring bij het Amsterdamse Gemeentearchief, tegenwoordig het Stadsarchief Amsterdam).

## Eerbewijzen
- Bucheliusprijs (1958)
- Menno Hertzbergerprijs (1965)
- Zilveren Penning van de stad Amsterdam (1971)
- Officier in de Orde van Oranje-Nassau (1978)
- Zilveren Museummedaille van de stad Amsterdam (1988)
- Postume vernoeming van brug nummer 30 in Amsterdam tot Isa van Eeghenbrug (2016)